# Hahetal
Hahetal (korejsko 하회탈) so tradicionalne korejske maske, ki se nosijo na obredih Hahe bjolsingut talnori, ki segajo v 12. stoletje. Predstavljajo osnovne like, potrebne za izvajanje vlog v ritualnih plesnih dramah, vključenih v obred. Maske izvirajo iz ljudske vasi Hahe in vasi Bjongsan v provinci Severni Gjongsang v Južni Koreji. Štejejo se med zaklade Južne Koreje, najstarejša maska Hahe pa je na ogled v Narodnem muzeju Koreje. Maske Hahetal veljajo za eno najlepših in najbolj znanih podob, ki predstavljajo korejsko kulturo. Južnokorejska vlada je maske poimenovala Nacionalni zaklad št. 121, ples Pjolsin-gut Ta'l nori pa za »pomembno nematerialno kulturno dobrino št. 69«. Društvo za ohranjanje plesne drame mask Hahe vsak teden izvaja plesno igro v ljudski vasi Hahe za turiste, mesto Andong pa vsako leto oktobra gosti mednarodni festival plesa v maskah.

## Legenda
Natančen izvor hahetalskih mask ni povsem znan, čeprav obstaja barvita legenda o njihovi prvotni izdelavi. Pravijo, da je mladenič po imenu Hur v sanjah od svojega lokalnega božanstva zaščitnika prejel navodila za izdelavo mask. Odlok je bil, da mora vse maske ustvariti na samem, popolnoma neviden za vse druge ljudi. Zaprl se je v svoj dom in okoli hiše obesil slamnato vrv, da bi preprečil vstop komur koli, medtem ko je dokončal svojo nalogo. Mlada ženska, zaljubljena v Hurja, je postala nestrpna, potem ko ga več dni ni videla. Odločila se je, da ga bo na skrivaj opazovala tako, da je v njegovem papirnatem oknu naredila majhno luknjo. Ko so bila pravila božanstev kršena, je Hur takoj začel bruhati in krvaveti in umrl na mestu. Pravijo, da je delal na zadnji maski Ime, ko je umrl, in jo pustil nedokončano brez brade. Dekle je nato umrlo zaradi krivde in strtega srca. Vaščani so izvedli eksorcizem, ki je omogočil, da so bile njune duše povzdignjene v rang lokalnega božanstva, in so se lahko poročile v posmrtnem življenju. Obred Hahe pjolsin-gut je bil razvit v njuno čast in tolažbo za mučene duše.

## Izdelava mask
Hahe pjolsin-gut je postal ena najbolj priljubljenih oblik t'al norija (talčum), ki so korejske plesne drame z maskami. Danes se še vedno izvaja več kot ducat t'al norija. Maske t'al nori so tradicionalno izdelane iz buč in papir-mâšéja z uporabo korejskega murvinega papirja, imenovanega handži. Nato so pobarvane, lakirane in okrašene. Večina t'alov se zažge, da se med in po predstavi izženejo morebitni demoni, ki naseljujejo maske. Hahetal se opazno razlikuje od drugih korejskih mask, saj so izrezljane iz masivnih kosov lesa. Zgodovinsko gledano so bile Hahetal izrezljane iz lesa jelš. Pobarvane so po potrebi, lak pa se nanese dvakrat ali trikrat, da se vsaka maska pravilno obarva. Razen delnega predela okoli brade so maske izrezljane asimetrično z namenom, da bi izrazile bolj obrazni izraz, kar bi okrepilo satiro in zabavo drame, hkrati pa predstavljalo tipičen videz obraza Korejcev.
Pogled spreminja obliko maske zaradi njene asimetrične strukture od leve proti desni in od zgoraj navzdol. Kot maske, ko je predstavljena občinstvu, ponuja različne izraze, nekatere maske pa imajo ločene čeljusti, povezane z vrvico ali sukancem, kar omogoča še večji razpon izražanja. Navidezna sprememba izraza je potrebna v počastitev družbenih situacij in satire v igri: harmonija s pomanjkanjem harmonije, simetrija v asimetriji in popolnost v nepopolnosti. Hahetalov po predstavah ne sežigajo, ampak jih vrnejo v svoja svetišča, saj veljajo za svete predmete. Če si kdo želi ogledati maske, mora duhovom ponuditi obred. Hahejski pjolsin-gut služi kot čaščenje lokalnih božanstev in si zato prisluži dovoljenje za uporabo mask v obrednih dramah, ki se nato vrnejo v svoja svetišča in čakajo na naslednjo slovesnost.

## Dvanajst mask standardnih likov
Dvanajst mask Hahetal predstavlja like, potrebne za opravljanje vseh vlog v Hahe pjolsin-gut. Od dvanajstih originalnih mask jih je devet ostalo in veljajo za narodne zaklade Koreje. Vsaka maska ima edinstven nabor oblikovnih značilnosti, ki prikazujejo celoten razpon, potreben za predstavitev teh standardnih likov. To so:
Čudži (krilata leva): ti maski predstavljata dva budistična krilata leva, ki delujeta kot zaščitnika pred zlom med obredno predstavo. Gre za dolge ovale, okrašene s perjem in pogosto pobarvane rdeče. Nastopajoči jih ne nosijo čez obraz, temveč jih držijo v rokah.
Kaksi (mlada ženska/nevesta): ta maska predstavlja boginjo v prvi igri cikla in mlado nevesto v kasnejših epizodah. Ta maska ima zaprta usta in zaprte, navzdol spuščene oči, kar kaže na to, da je hkrati sramežljiva in tiha. Njene oči niso simetrične, maska pa je izrezljana in pobarvana tako, da ima dolge črne lase. Maska je izdelana iz enega masivnega kosa lesa.
Čung (budistični menih): menihi so imeli veliko moči in vpliva, zato so bili dovzetni za korupcijo, pohlep in posmeh nižjih slojev. Čung je zato v igrah upodobljen kot pohoten in požrešen lik. Usta maske so ločen del od vrha in pritrjena z vrvicami, kar omogoča gibanje, ki predstavlja smeh. Oči so ozke, na čelu pa je majhna izboklina, podobna rogu. Maska je pogosto pobarvana rdeče, da predstavlja srednja leta.
Jangban (aristokrat): lik z največjo močjo in zato predmet skrajnega posmeha v igrah. Oči so naslikane zaprte, z globokimi temnimi obrvmi in gubami, ki jih obdajajo. Brada je ločen del od vrha maske, igralci pa se lahko nagnejo naprej in nazaj, da se maska po potrebi nasmehne ali namršči.
Č'orengi (aristokratov služabnik): modri norec, ta lik se posmehuje in zasmehuje svojemu gospodarju, kar igram zagotavlja velik del komedije. Ima ukrivljena usta z ostrimi zobmi, izbuljene oči v globoki jamici s trdno temno obrvjo. Izraz maske kaže na trmoglavost, jezo ter nagajivo in vsiljivo naravo.
Sonpi (učitelj/učenjak): še en lik z visokim družbenim statusom, maska ima razširjene nosnice in ostro definirane ličnice, kar kaže na neodobravanje, domišljavost in prezir. Maska je na vrhu širša in se skoraj konča pri bradi, kar predstavlja in se norčuje iz velikih možganov vsevednega učenjaka. Maska ima ločeno čeljust, pritrjeno z vrvico ali vrvico.
Ime (učenjakov služabnik): tTa lik je upodobljen kot vesel norec s povešenimi očmi, ki izražajo neumnost in naivnost. Čelo in lica so poševna, okoli celotnega obraza in oči pa je veliko gub. To je edina maska brez brade.
Pune/Bune (konkubina): Pune je odločen in spolni lik, ki se v igrah pojavlja kot konkubina učenjaka ali aristokrata. Maska je simetrična in izdelana iz enega masivnega kosa lesa. Ima zelo majhna usta z rdeče namazanimi ustnicami, lici in čelom. Oči ima zaprte in na splošno je videti srečna in dobro razpoložena. Maska je narejena iz črnih las, poslikanih na vrhu glave, in dveh vrvic/vrvic, ki visita s strani maske.
Pekdžung (mesar): maska ima ozke oči in ločeno čeljust, zaradi česar se maska zlobno nasmehne, ko se igralec nagne naprej, in se zdi, kot da se maniakalno smeji, ko se nagne nazaj. Lasje in obrvi so pobarvani črno, maska pa je prekrita z gubami. Čelo je nagnjeno, da predstavlja slabo voljo.
Halmi (starka): maska ima široke, okrogle oči in odprta usta, oboje obdano z gubami. Čelo in brada sta koničasta in predstavljata lik brez nebeških blagoslovov ali obljube sreče v poznejšem življenju. Maska je iz enega samega kosa lesa.
Ttoktari (starec): ta maska je izgubljena.
Pjolč'e (javni uslužbenec/davkar): ta maska je izgubljena.
Č'ongkak (samski fant): ta maska je izgubljena.

## Hahe pjolsin-gutinT'al norimed predstavo
Slovesnost Hahe pjolsin-gut je bila namenjena častitvi lokalnih božanstev in izvajanju obredov izganjanja zlih duhov, kar je vasi prinašalo blaginjo. Poleg prvotnih šamanističnih funkcij so igre ponujale priložnost zatiranim nižjim slojem, da se zberejo in posmehujejo vladajočemu razredu Jangban. Humor je bil nizkoten in spolno tabu, zlasti za etiko Jangban, kar je množicam ponujalo karnevalsko zabavo. T'al nori se je od vasi do vasi običajno ukvarjal s tremi temami: hinavščino in pohlepom vladajočega razreda, razuzdanim vedenjem ali pritoževanjem menihov in služabnikov nad neumnostjo svojih gospodarjev.
T'al nori se začne s plesom, ki mu sledi slovesnost v čast gostiteljskemu božanstvu, ki je varovalo to vas. Ko je slovesnost izvedena, se uprizorijo igre. Plesi so prav tako zaključili praznovanje, ki je uokvirilo igre, ki so se lahko izvajale v poljubnem vrstnem redu. Med poglavji gledališkega cikla so bili pogosto predstavljeni tudi akrobati. Večina predstav t'al nori je vključevala epizodo Jangban, epizodo s starko in epizodo z menihom, sicer pa so se od vasi do vasi zelo razlikovale. Predstave niso potrebovale formalnega odra, temveč so se lahko izvajale kjer koli, kjer je bil prostor za godbo, garderobo za igralce, prostor za predstavo in prostor za občinstvo. Predstave so se najpogosteje odvijale na vaških dvoriščih pred oltarjem lokalnega božanstva, ki je varovalo to vas, imenovanega songangde. V večjih mestih so se predstave pogosto odvijale ob vznožju hribov, da bi občinstvo lahko gledalo z razdalje, nekatera največja mesta pa so za predstave zgradila začasne formalne odre.
Predstave je spremljala majhna godba, ki je zagotavljala različne ritme in melodije, potrebne za izvajanje plesov v igrah. Tolkala tradicionalno zagotavljajo jango, boben v obliki peščene ure, in različne različice buka, korejskega lesenega bobna, obloženega z ovratnikom za igranje na obeh koncih. V celotni predstavi se uporablja tudi kvaengvari ali majhen ročni ploščati gong. Melodijo tradicionalno zagotavljata degum, velika bambusova flavta, in piri, velika dvojna jezičasta oboa, prav tako izdelana iz bambusa. Hegum, dvojna violina, zaokrožuje godbo. Ritmi in tempo godbe se ujemajo s statusom ali dejanji likov in hkrati zagotavljajo osnovo za formalizirane plese. Na primer, počasni ritmi in melodije so kazali in spremljali eleganco, medtem ko je hitra glasba poudarjala komične norčije ali vznemirjenje.

## Epizode obredaPjolsin-gut t'al nori
Ko se obred Pjolsin-gut t'al nori izvede v celoti, je sestavljen iz desetih epizod. To so:
Uvodni rituali/epizoda Pigiback: slovesnost se začne s postavitvijo dvanajst do petnajstmetrskega droga v čast božanstvu varuhu vasi. Drog ima pet svetlo obarvanih kosov blaga in na vrhu zvonec. Drugi, manjši drog je zgrajen za »božanstvo domačega kraja«, prav tako s petimi kosi blaga na vrhu. Vaščani in občinstvo nato molijo, da bi se bogovi spustili in blagoslovili dogajanje, zvonec na vrhu večjega droga pa zvoni v znak njihove odobritve. Vaščani nato mečejo kose oblačil na drogove in poskušajo, da bi se jim prevesili čeznje. Uspeh bi zagotovil osebni blagoslov blaginje. Vodja obreda in nastopajoči nato začnejo korakati do prizorišča, sledi jim občinstvo, ki med potjo igra glasbo in pleše. Izvajalca, ki nosi masko neveste Kaksi, prinesejo na predstavo, saj predstavlja božanstvo dekleta iz legende o maskah, božanstva pa se ne smejo dotakniti tal. S tem dejanjem si prisluži blagoslov božanstva za potek dogodka.
Ples krilatih levov: dva izvajalca nosita maski Čudži in plešeta po igralnem prostoru, glasno odpirata in zapirata usta mask. Namen tega plesa je zagotoviti varnost igralnega prostora in igralcev z izgonom zlih duhov in demonskih živali, ki bi se bale krilatih levov. Ko je ples končan, je oder očiščen.
Epizoda z mesarjem: mesar Pekdžung pleše naokoli in se norčuje iz občinstva. Ubije bika in nato začne poskušati prodati srce in druge organe občinstvu. Občinstvo to zavrne in on pokaže frustracijo zaradi neuspeha pri prodaji delov z izbruhi jeze in kričanjem na občinstvo. Nato dvigne igro z energičnim poskusom prodaje bikovih mod. Teče skozi občinstvo in obupano poskuša dokončati svojo nalogo.
Epizoda s staro vdovo: Halmi, starka, pripoveduje zgodbo o izgubi moža dan po poroki in izraža svojo žalost, ker je vdova že od petnajstega leta. Za statvami zapoje pesem in pripoveduje svojo zgodbo.
Epizoda s pokvarjenim menihom: Čung, budistični menih, opazuje Pune/Bune, kako pleše po odru. Nato urinira na tla, Čung pobere mokro zemljo, jo povoha in jo v trenutku prevzame poželenje. Plešeta pohoten ples – nevede ju opazujeta Sonpi in Jangban. Nato skupaj zbežita, kar se ne strinja z učenjakom, aristokratom in njunimi služabniki.
Epizoda z aristokratom in učenjakom: Sonpi, učenjak, in Jangban, aristokrat, se prepirata zaradi skupne želje po Pune/Bune, konkubini. Prepirata se o svoji vrednosti, navajata primere svoje izobrazbe in želje, nato pa tekmujeta, kdo bo od mesarja kupil bikove moda kot znak moškosti, da bi si pridobil Punejino naklonjenost. Trojica se prijateljsko pogaja in vsi skupaj zaplešejo. Njuna služabnika, Č'orengi in Ime, se njunim dejanjem posmehujeta neposredno pred občinstvom. Ko Jangban, Sonpi in Pune slišijo posmeh in prezir, ki ga izražajo služabniki in jim povedo tudi, da prihaja cestninar, se razbežijo.
Poročni prizor: vaščani tekmujejo, kdo bo paru podaril osebno preprogo, ki jo bosta uporabljala za poročno noč. Verjame se, da bo vsak, ki bo uspešno dodal svojo preprogo na kup, blagoslovljen z blaginjo. Nato se na zbirki preprog, zloženih iz darov občinstva, izvede majhen poročni obred.
Poročna noč/Nevestina soba: Č'ongkak, samec, slovesno sleče Kaksijino obleko in skupaj se uležeta na svoj kup poročnih preprog ter uprizarjata sklenitev zakona. Nato par zaspi, Čung pa skoči iz lesene skrinje in umori Č'ongkaka. Ta prizor se igra opolnoči in zaradi svoje nazornosti je bilo ženskam in otrokom prepovedano prisostvovati.

## Današnja izvedba
Slovesnost Hahoe pyolsin-kut se je v vasi Hahe prenehala izvajati leta 1928 zaradi zahtev japonske vladavine. Pod vodstvom mojstra Han-sang Rjoja je Društvo za ohranjanje plesne drame z maskami iz Haheja organiziralo vse obstoječe rokopise za slovesnost in od leta 1974 do 1975 skrbno poustvarilo obredno predstavo. Plese še naprej izvajajo doma in v tujini ter usposabljajo in prenašajo tradicije na mlajše generacije. V vasi Hahe se večino vikendov za domačine in turiste izvaja šest epizodna različica, celotna različica pa se izvaja vsako leto. Festival plesa z maskami Andong se vsako leto odvija v mestu Andong v provinci Severni Gjongsang v Južni Koreji, katerega del je vas Hahe. Festival se začne konec septembra in traja več kot teden dni ter vključuje nastope številnih korejskih in mednarodnih skupin plesa z maskami, pa tudi tekmovanja, igre, delavnice izdelovanja mask in koncerte, če naštejemo le nekatere od razpoložljivih atrakcij. Je del festivala korejske ljudske umetnosti, ki je leta 2016 praznoval 45. obletnico.